# Wetherby Road
Die Wetherby Road (voller Name: Wetherby Road Stadium, durch Sponsoringvertrag offiziell The Exercise Stadium) ist ein Fußballstadion in der englischen Mittelstadt Harrogate, Grafschaft North Yorkshire, Vereinigtes Königreich. Die Spielstätte bietet 5000 Besuchern Platz, fast 1000 davon auf Sitzplätzen. Die Anlage gehört dem Fußballclub Harrogate Town und wird auch von ihm betrieben. Seit der Eröffnung 1920 trägt Harrogate Town seine Heimspiele an der Wetherby Road aus. Der Name geht auf die am Stadion vorbeiführende Straße A661 Wetherby Road zurück. Es grenzt an das Krankenhaus Harrogate District Hospital. 

## Geschichte
Seit der Eröffnung 1920 trägt Harrogate Town seine Heimspiele an der Wetherby Road aus. Die erste Partie bei der Einweihung bestritten die Hausherren gegen eine Mannschaft des York YMCA. Mit der Zeit, gerade in den letzten Jahren, hat sich die Anlage durch Umbauten verändert. So konnten 2013 zwei neue Ränge gebaut werden. 2016 erhielt das Stadion einen 3G-Kunstrasen. Nach dem Aufstieg in die National League im Jahr 2018 wurden drei neue Tribünen errichtet, um den Anforderungen der Liga gerecht zu werden. Damit fasste die Wetherby Road 4000 Zuschauer. Das künstliche Grün wurde im August 2020 durch eine Spielfläche aus Naturrasen ersetzt, um die Anforderungen der English Football League (EFL) zu erfüllen. Darüber hinaus wurde der Bau der neuen Haupttribüne fertiggestellt. Damit erreichte es, von 2800 Plätzen am Anfang der Umbauten, das jetzige Platzangebot von 5000.
Zur Saison 2020/21 wurde EnviroVent, Hersteller von Ventilatorsystemen, Namenssponsor des Stadions. Zuvor trug es den Sponsorennamen CNG Stadium. Im Juni 2024 wurde der Online-Fitnessgeräteanbieter Exercise neuer Namensgeber der Spielstätte. Der bisherige Namensgeber EnviroVent ist jetzt Trikotsponsor des Clubs.
Der Besucherrekord wurde am 11. November 2019 aufgestellt. Der Viertligist Harrogate Town empfing den Drittligisten FC Portsmouth (1:2) in der 1. Hauptrunde des FA Cup 2019/20. Die Begegnung verfolgten 3048 Zuschauer.

## Galerie

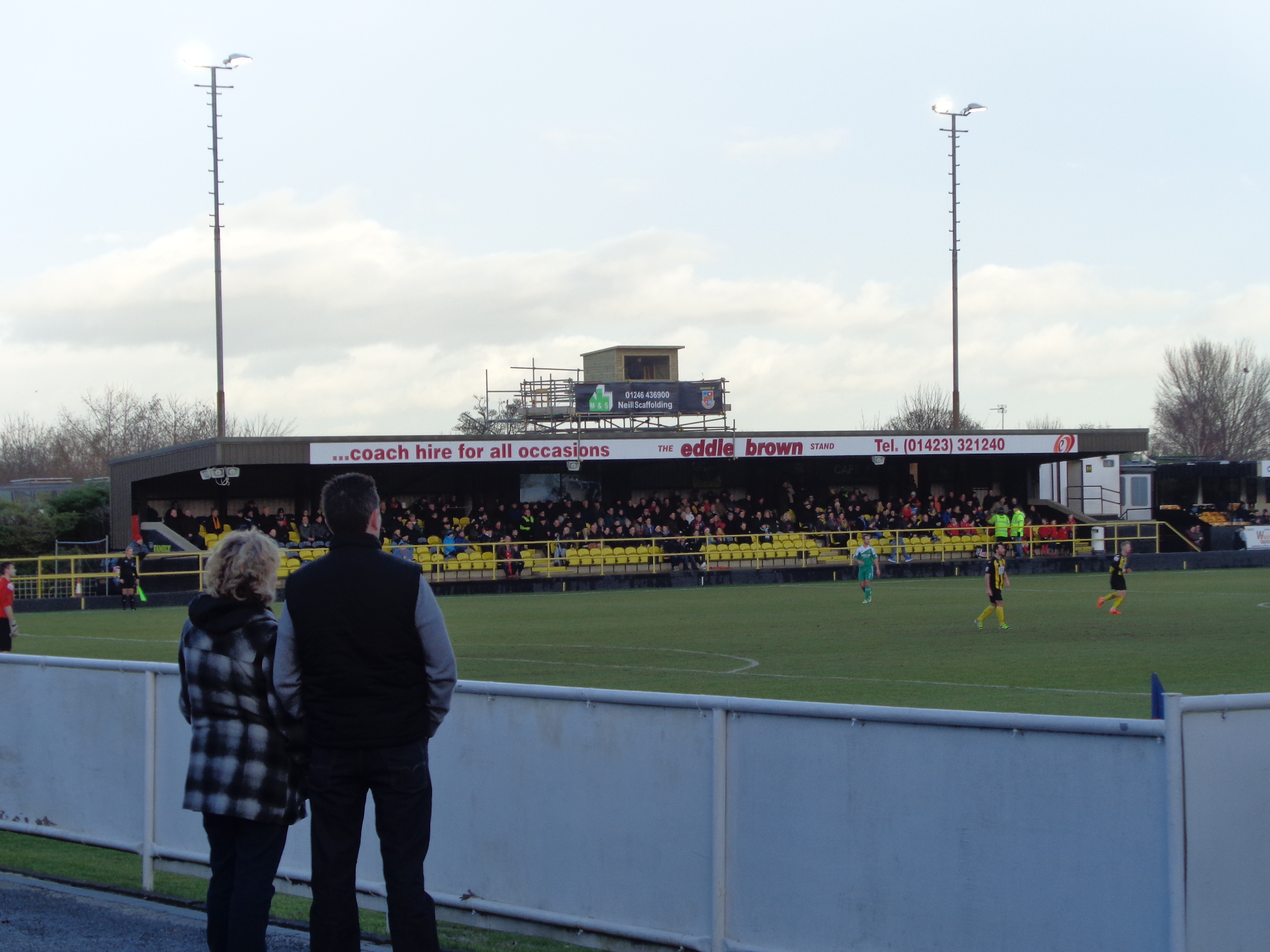
Die alte Haupttribüne (25. Januar 2014)
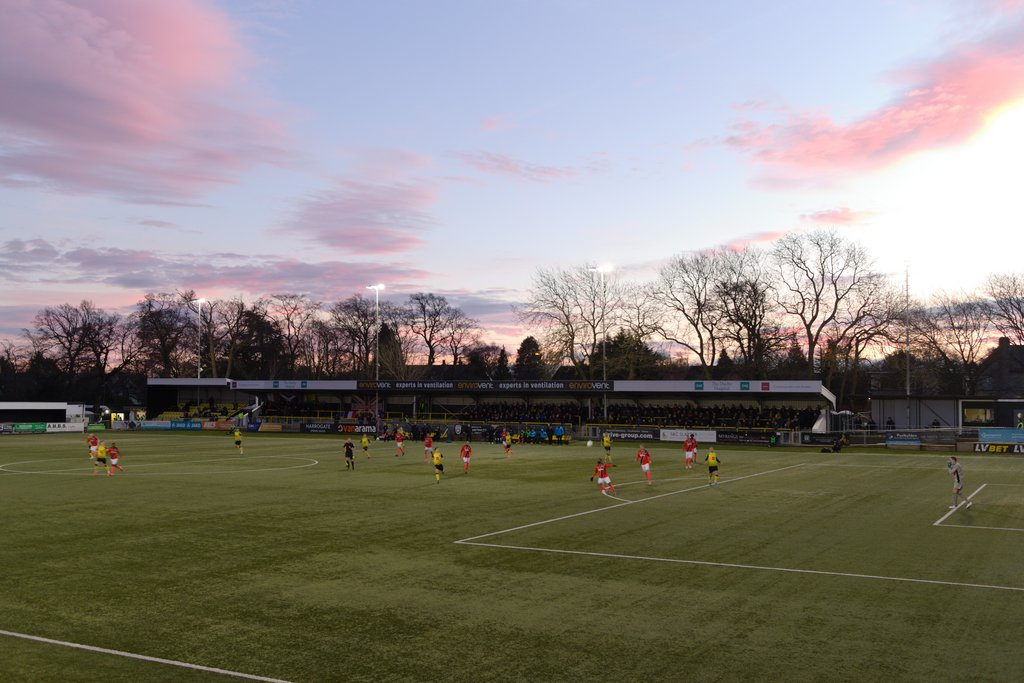
Harrogate Town gegen Maidenhead United (1:0) am 4. Januar 2020
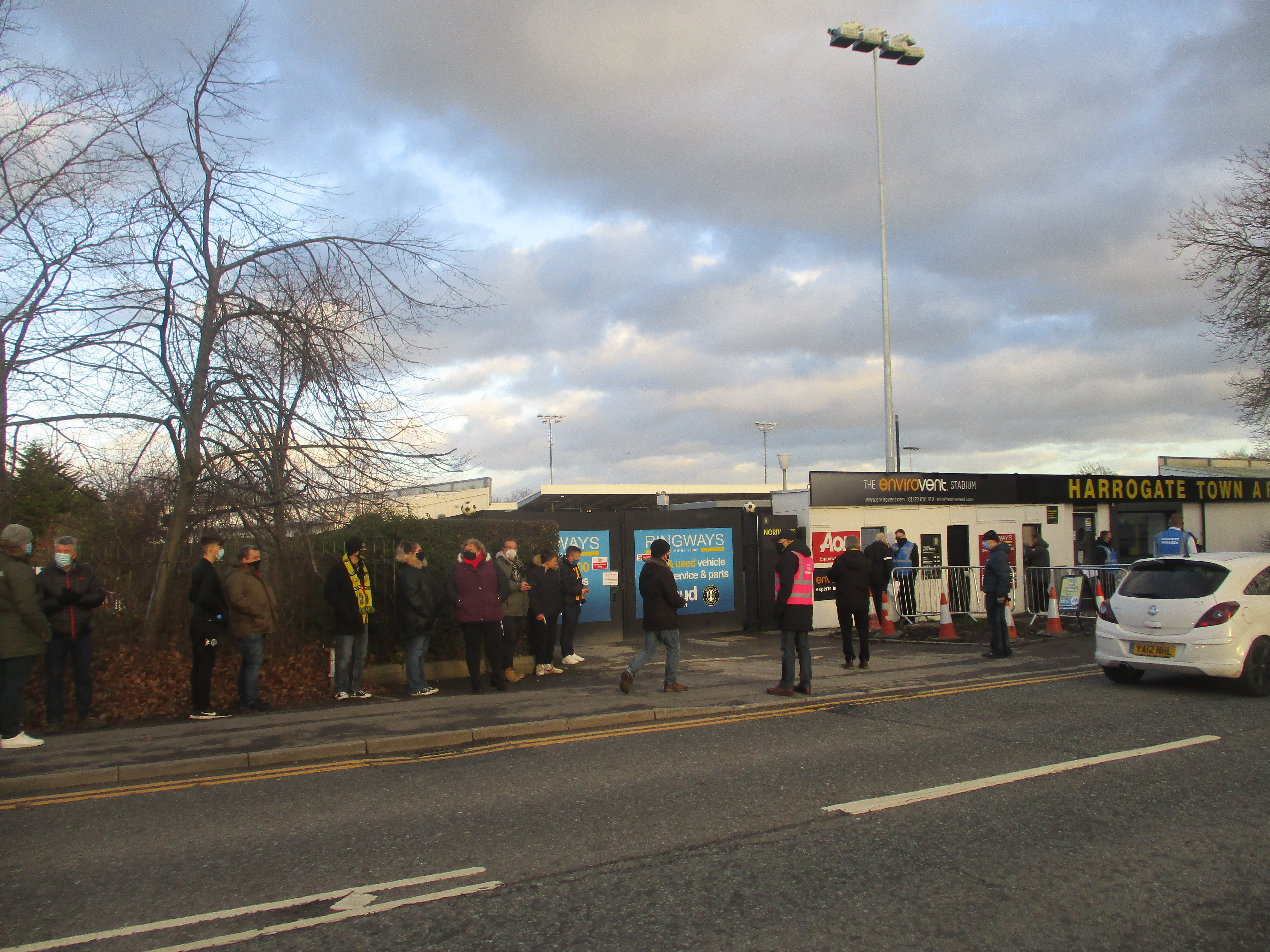
Vor dem Spiel Harrogate Town gegen Salford City (0:1) am 19. Dezember 2020
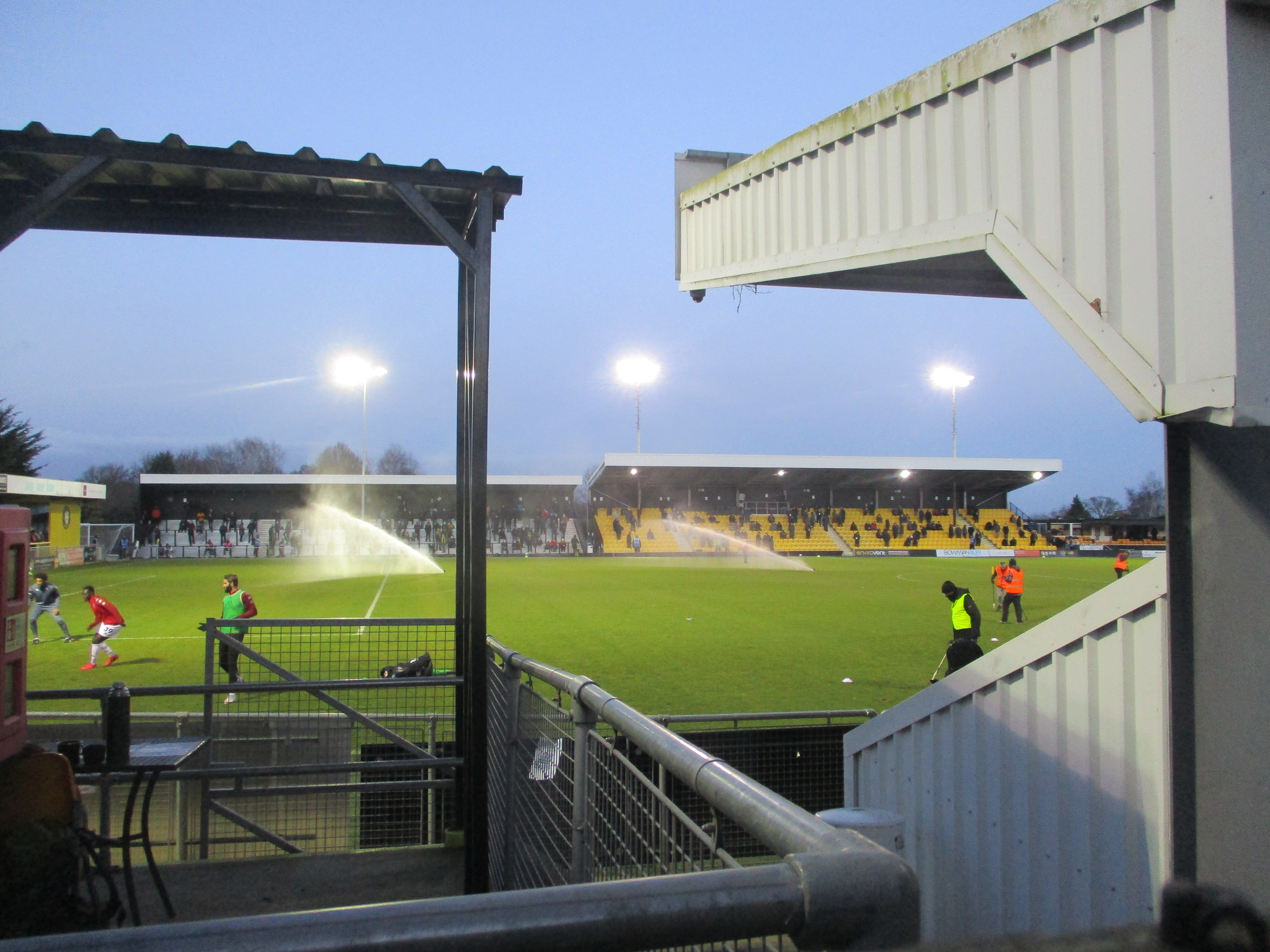
Blick in das Stadion (19. Dezember 2020)